# 奧克泰迪河

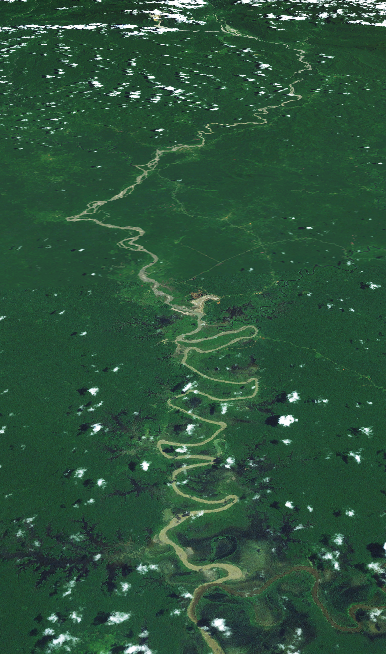

奧克泰迪河是巴布亞新幾內亞的河流，由西部省負責管轄，最終注入弗萊河，該河有1公里的河道進入印度尼西亞國境，河畔城鎮有塔布比爾。

## 外部連結
- Description and maps of the Fly River system, including the Ok Tedi River